# Kaiserpokal 1991
Der Kaiserpokal 1991 war die 71. Austragung des Kaiserpokals, des höchsten japanischen Fußballpokalwettbewerbs. Sieger des Wettbewerbs waren die Nissan Motors.

## Ergebnisse

### 1. Runde
|                                               | Ergebnis        |                          |
| --------------------------------------------- | --------------- | ------------------------ |
| Yomiuri                                       | 3:2             | Yanmar Diesel            |
| Nippon Steel                                  | 1:4             | Fujita                   |
| Furukawa Electric                             | 2:0             | Universität Fukuoka      |
| Osaka University of Health and Sport Sciences | 1:4             | Yamaha Motors            |
| Toyota Motors                                 | 3:0             | Keiō-Universität         |
| Nippon Denso                                  | 1:6             | Hitachi                  |
| Kyoto Shiko Club                              | 1:5             | Otsuka Pharmaceutical    |
| Juntendō-Universität                          | 0:4             | Toshiba                  |
| Honda Motors                                  | 2:1             | Fujitsu                  |
| YKK                                           | 0:1             | PJM Futures              |
| Mitsubishi Motors                             | 1:0             | Handelsuniversität Osaka |
| Nippon Steel Muroran                          | 0:5             | Matsushita Electric      |
| All Nippon Airways                            | 0:1             | Kawasaki Steel           |
| Waseda-Universität                            | 1:2             | Mazda                    |
| NEC Yamagata                                  | 3:3 (4:5 i. E.) | Kokushikan-Universität   |
| Mie Teachers                                  | 0:9             | Nissan Motors            |

### Achtelfinale
|                        | Ergebnis        |                     |
| ---------------------- | --------------- | ------------------- |
| Yomiuri                | 2:0             | Fujita              |
| Furukawa Electric      | 1:0             | Yamaha Motors       |
| Toyota Motors          | 1:2             | Hitachi             |
| Otsuka Pharmaceutical  | 0:1             | Toshiba             |
| Honda Motors           | 2:1             | PJM Futures         |
| Mitsubishi Motors      | 1:0             | Matsushita Electric |
| Kawasaki Steel         | 1:1 (4:2 i. E.) | Mazda               |
| Kokushikan-Universität | 1:5             | Nissan Motors       |

### Viertelfinale
|                | Ergebnis        |                   |
| -------------- | --------------- | ----------------- |
| Yomiuri        | 2:0             | Furukawa Electric |
| Hitachi        | 2:0             | Toshiba           |
| Honda Motors   | 2:2 (4:3 i. E.) | Mitsubishi Motors |
| Kawasaki Steel | 1:2             | Nissan Motors     |

### Halbfinale
|              | Ergebnis        |               |
| ------------ | --------------- | ------------- |
| Yomiuri      | 1:0             | Hitachi       |
| Honda Motors | 1:1 (2:4 i. E.) | Nissan Motors |

### Finale
|         | Ergebnis |               |
| ------- | -------- | ------------- |
| Yomiuri | 1:4      | Nissan Motors |